# Oichi
Chức Điền Thị (Kana: おだ市; chữ Hán: 織田市, Romaji: Oda Oichi; 1547 - 14 tháng 6, 1583), còn được gọi là Thị Cơ (市姬) hoặc Tiểu Cốc chi Phương (小谷之方; お市の方; Oichi no Kata), là một nữ quý tộc nổi tiếng trong lịch sử Nhật Bản với thân phận là em gái Oda Nobunaga và là vợ của Azai Nagamasa, sau đó là Shibata Katsuie.
Bà sống ở cuối thời kỳ Sengoku, được biết đến là một người có nhan sắc và kiên định. Ngoài ra, bà còn được chú ý bởi là mẹ của ba người con gái nổi tiếng trong lịch sử Nhật Bản, Yodo-Dono, Ohatsu và Oeyo.

## Tiểu sử
Xuất thân thế gia daimyo nổi tiếng đương thời ở Tỉnh Owari, Oichi xuất thân từ Gia tộc Oda (織田氏) hiển hách, có xuất xứ từ Gia tộc Taira, với tổ tiên là Taira no Chikazane (平親真; Bình Thân Chân), cháu nội của Taira no Shigemori (平重盛; Bình Trọng Thịnh). Cha bà là Oda Nobuhide (織田信秀; Chức Điền Tín Tú), mẹ là Thổ Điền Ngự Tiền (土田御前) và có anh trai bà là Oda Nobunaga (Chức Điền Tín Trường), một trong những daimyo nổi tiếng nhất lịch sử. Theo Hảo cổ loại toản (好古類纂), bà được ghi có khuê danh là Tú Tử (秀子).
Vào năm Vĩnh Lộc (えいろく; Eiroku) thứ 10 (1567), trong cuộc xâm chiếm Mino, Oichi thành thân với Azai Nagamasa dưới sự sắp đặt của anh trai Oda Nobunaga, với mục đích chính trị là thiết lập liên minh Oda-Azai. Oichi đã sinh được một người con trai và ba người con gái.
Mùa hè năm Nguyên Quy (げんき) đầu tiên (1570), Nagamasa phản bội và cùng Gia tộc Asakura tấn công Nobunaga. Oichi nhớ tới tình anh em nên đã mật báo tin cho Nobunaga bằng một chiếc túi đựng hạt đậu thắt hai đầu với ý nghĩa là một chiếc bùa may mắn, nhưng thực chất là ngầm cảnh báo ông sẽ bị Asakura và Azai tấn công từ cả hai phía. Nhờ vậy, Nobunaga đã rút lui kịp thời.
Cuộc chiến kéo dài 3 năm tiếp theo, đến khi dòng họ Asakura và những lực lượng chống lại quân đội Oda đều bị tiêu diệt hoặc suy yếu. Oichi vẫn ở lại Thành Odani với Nagamasa trong suốt cuộc xung đột, ngay cả khi Toyotomi Hideyoshi, một thuộc hạ rất được Oda Nobunaga tín nhiệm, đang bắt đầu vây hãm thành. Lúc Hideyoshi vây hãm thành, Oda Nobunaga gửi mật thư yêu cầu Nagamasa gửi trả em gái mình, và Nagamasa đã đồng ý. Sau đó, Nagamasa gửi Oichi cùng ba người con gái về với Oda. Về phần Nagamasa, ông đã cùng con trai tự sát bằng seppuku. Về với Oda Nobunaga, Oichi cùng 3 người con gái được Oda Nobunaga chu cấp rất tử tế. 
Năm Đại Chính (てんしょう) thứ 10 (1582), Oda Nobunaga bị ám sát, những người con trai và tướng lĩnh chia làm 2 phe, đứng đầu bởi Shibata Katsuie và Hideyoshi. Trước tình thế đó, Oda Nobutaka, con trai thứ ba của Nobunaga, gả Oichi cho Shibata Katsuie để ràng buộc Katsuie với dòng họ Oda.
Năm kế tiếp (1583), Katsuie thua thảm bại trong Trận Shizugatake và rồi rút lui về Lâu đài Kitanosho. Khi Hideyoshi vây hãm thành, Katsuie khẩn cầu Oichi bỏ trốn cùng con gái. Oichi vẫn quyết định ở lại sau khi đưa 3 người con gái trốn thoát. Cuối cùng, Oichi và Katsuie chết khi thành bị phóng hỏa.
Mộ phần của bà ở tại Tây Quang Tự (西光寺; nay là Fukui, Tỉnh Fukui), pháp danh Tự Tín viện Vi Diệu Tịnh Pháp Đại Tỉ (自性院微妙淨法大姉), sau đó là Đông Thiện viện Điện Trực Truyền Trinh Chính đại tỉ (東禪院殿直傳貞正大姉), có thuyết là Tự Tín viện Chiếu Nguyệt Tông Trinh (自性院照月宗貞).

## Văn hoá
- Samurai Warriors 1: Được thiết kế là một cô nhóc ngây thơ, nhí nhảnh, luôn muốn chồng và anh trai chung sống hòa bình.
- Samurai Warriors 2: Design lột xác thành một  phụ nữ dịu dàng, chín chắn hơn nhưng vẫn còn nét trẻ con. Truyện kể về một mối tình đẹp và bi thương của bà với Nagamasa.
- Warriors Orochi 1: Giữ hình ảnh design từ bản SW2. Gia nhập quân đội Tào Ngụy cùng Azai Nagamasa.
- Unlock: Hoàn thành chapter 6.
- Warriors Orochi 2: Oichi xuất hiện cùng Nagamasa giúp đỡ Tào Ngụy là Khương Duy và Maeda Toshiie bắt Himiko, ngăn cản Orochi hồi sinh, tuy nhiên thất bại nhưng lại bắt được Đát Kỉ.
- Dream Mode: Giải cứu Nagamasa bị hóa đá.